# Desaparición de Patricia Spencer y Pamela Hobley
Patricia Spencer (n. 10 de enero de 1953) y Pamela Hobley (n. 24 de mayo de 1954) eran dos adolescentes estadounidenses que desaparecieron en la tarde-noche de Halloween de 1969 en Oscoda (Míchigan). Ese día, presumiblemente, habían faltado juntas a clase, ya que ambas habían sido vistas paseando en compañía de la otra poco antes. Las jóvenes tenían 16 y 15 años, respectivamente, y "no se consideraban amigas" en el momento de su desaparición. Sus cuerpos nunca fueron recuperados, aunque las autoridades creen que llegó a tratarse de un homicidio.

## Patricia Spencer
Patricia Ann "Patty" Spencer tenía 16 años en el momento de su desaparición y había nacido el 10 de enero de 1953. Se calcula que medía 1,70 m. y pesaba 75 kilos. Tenía los ojos azules, el pelo rubio acastañado y usaba gafas, aunque no las llevaba aquel 31 de octubre. La última vez que se la vio llevaba un jersey marrón con una falda a juego y un par de zapatos de tacón. También llevaba una chaqueta con un diseño de "cuadros grises y verdes" y un collar decorado con un símbolo de la paz. Tenía al menos una cicatriz conocida, debida al ataque de un perro en una de sus piernas.

## Pamela Hobley
Pamela Sue "Pam" Hobley tenía quince años y nació el 24 de mayo de 1954. Tenía el pelo y los ojos castaños, medía 1,63 o 1,65 m. y pesaba 80 kg. Tenía "marcas distintivas", concretamente dos cicatrices, una cerca de la nariz y otra junto a la boca, aunque algunas fuentes afirman que esta última era una marca de nacimiento. Hobley llevaba un abrigo blanco de imitación de piel con ribetes marrones, una falda a cuadros, una camisa de un color no especificado, zapatos de tacón alto y calcetines blancos. Se sabe que Hobley había participado en actividades que su familia no aprobaba. También circularon rumores de que, junto con Spencer, podría haber "experimentado con drogas y alcohol". Al parecer, Hobley había aceptado una propuesta de matrimonio antes de su desaparición.

## Desaparición

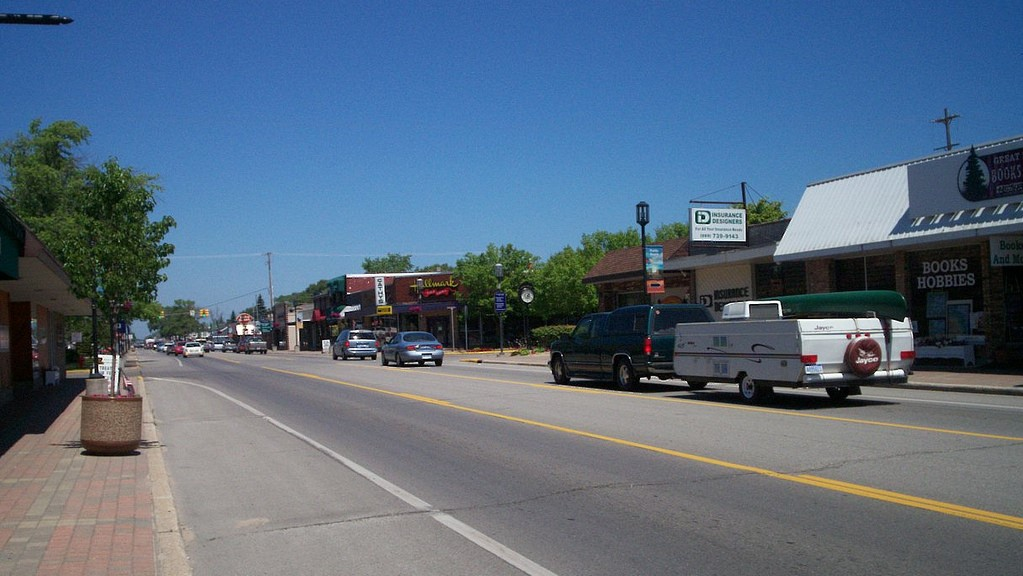
Imagen del centro de Oscoda, ciudad donde desaparecieron.

Hobley dijo a su madre y a sus tres hermanas que pensaba volver a casa después de asistir al partido de fútbol de su instituto y a una fiesta de Halloween. Cuando se ausentó después de que su familia volviera de pedir caramelos, su prometido informó a su madre de que no había llegado a la fiesta. La madre de Hobley llamó entonces a otros padres y se enteró de que Spencer tampoco había llegado a la fiesta. Finalmente, su ausencia se convirtió en una investigación de persona desaparecida y la policía solicitó información a la comunidad para que le ayudara a descubrir su paradero. 
Durante la primera semana de la investigación se especuló con la posibilidad de que fueran fugitivas con la intención de viajar a Flint (Míchigan). La hermana de Hobley, Mary Buehrle, expresó sus dudas de que se tratara de un caso de tal naturaleza, citando los acontecimientos positivos que habían tenido lugar en el tiempo anterior a la desaparición de las chicas. Según los informes, ambas estaban "cerca de sus familias" y no llevaron sus bolsos, documentos de identidad ni ropa extra cuando se marcharon, lo que indica que no desaparecieron voluntariamente.

## Investigación
Según los primeros informes, las chicas fueron vistas por última vez alejándose juntas del instituto de Oscoda. Sin embargo, un testigo declaró más tarde que las recogió mientras caminaban por River Road y las dejó en el centro de Oscoda. Los investigadores sospechan que las chicas siguieron haciendo autostop y fueron secuestradas por "dos o más" asaltantes y finalmente asesinadas, aunque se descubrieron muy pocas pistas, lo que dio lugar a un caso sin resolver. Se ha barajado la posibilidad de una relación con el asesino de niños no identificado del condado de Oakland, aunque parece poco probable. La familia de Hobley ofreció una recompensa de 1 000 dólares por cualquier información que permitiera localizar a Pamela o poner bajo custodia policial a cualquier posible asesino.
En 1985, se dijo a la policía que las dos habían sido asesinadas por "dos hombres de la zona" y enterradas cerca de un granero, conocido por ser un lugar popular para fiestas de adolescentes. Décadas más tarde, el jefe de policía local dirigió una investigación sobre esta sugerencia y una búsqueda en la zona, con ayuda de perros detectores de cadáveres, en la que no aparecieron pruebas detectables de que hubiera restos humanos en el lugar. Se desconoce si el hombre que poseía la propiedad en aquel momento ha sido considerado persona de interés. También se registraron sin resultado otros lugares conocidos por ser frecuentados por adolescentes.
Un hombre, ya fallecido, afirmó haber llevado a Hobley y Spencer el día en que desaparecieron, pero esta pista ya no se considera creíble. Más tarde, otra persona dijo a la policía que había llevado a las chicas a una gasolinera no muy lejos de donde se las vio por última vez. Afirmó que había sido interrogado en el pasado sobre este asunto, pero nunca se registró para futuras investigaciones y ahora se cree que fue la última vez que se vio a ambas personas.

### Esfuerzos posteriores
Mary Buehrle ha seguido mostrando su apoyo al caso, sobre todo en un acto estatal conocido como Missing in Michigan, en el que los familiares de residentes desaparecidos de Míchigan se reúnen con las fuerzas de seguridad y comparten detalles de estos casos. Ambos han sido introducidos en bases de datos nacionales, como el Centro Nacional para Menores Desaparecidos y Explotados, NamUs y The Doe Network, para obtener información, pistas y, en este último caso, posibles coincidencias con personas no identificadas. El Centro Nacional para Menores Desaparecidos y Explotados utilizó una técnica conocida como progresión de la edad para ilustrar un parecido estimado del aspecto que podría tener la pareja si aún estuvieran vivos, Spencer muestra una edad objetivo de 60 años y Hobley de 57.
Se obtuvieron las fichas dentales de Hobley y los perfiles de ADN de ambos sujetos, que se utilizaron para compararlos con los de fallecidos no identificados. Ninguna de las dos chicas tiene huellas dactilares archivadas, y tampoco se dispone de las fichas dentales de Spencer. Como no llevaban ningún tipo de identificación, se necesitarían datos físicos como las fichas dentales y el ADN para identificar sus cuerpos, en caso de que fueran encontrados. Un nuevo detective fue asignado al caso en 2010 y procedió a entrevistar de nuevo a los testigos con la esperanza de descubrir nueva información sobre el caso. En 2013, la policía emitió un comunicado indicando que tenían una persona de interés en el caso, pero que seguían necesitando información adicional para que el caso continuara.